# فضازمان

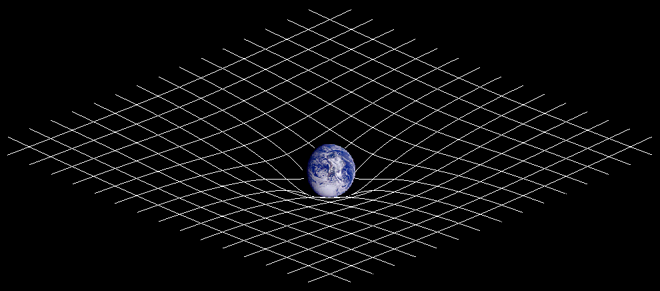
نمایش دو بعدی خمیدگی فضا-زمان، جرم هندسهٔ فضا-زمان را تغییر می‌دهد، این خمیدگی بر اساس نظریهٔ نسبیت عام تعبیر به گرانش می‌شود.

در علم فیزیک، فضا-زمان (به انگلیسی: Spacetime) (و نه فضا و زمان) عبارت است از یک مدل ریاضی که زمان و فضا را به صورت درهم‌تنیده و به عنوان یک کمیت پیوسته با یکدیگر ترکیب می‌کند.
بر اساس فرضیات مفهوم فضای اقلیدسی، جهان، سه بُعد مکانی و یک بُعد زمانی مستقل از هم دارد. در فضا-زمان سه بعد فضا و یک بعد زمان درهم ادغام می‌شوند و یک محیط پیوستهٔ چهار بعدی را ایجاد می‌کنند.
با ترکیب فضا و زمان و ایجاد یک محیط خمیدهٔ واحد، فیزیکدان‌ها توانسته‌اند نظریه‌های فیزیک را هم در سطح کیهانی و هم در بعد اتمی ساده‌سازی کنند.
بهتر است که در مکانیک کلاسیک، هنگامی که زمان به عنوان یک معیار ثابت و جهانی، مستقل از حالت حرکت مشاهده‌گر در نظر گرفته می‌شود؛ از دستگاه اقلیدسی به جای فضا-زمان استفاده کنیم.
با این حال در فیزیک نسبیتی، زمان نمی‌تواند جدا از سه بعد فضا باشد. بر اساس نسبیت خاص نرخ گذر زمان برای جسمی که مشاهده می‌شود بستگی به نسبت سرعت جسم و سرعت مشاهده‌گر دارد. بر اساس نسبیت عام شدت میدان گرانشی نرخ گذر زمان را کاهش می‌دهد.

## مفهوم و بُعد
طرح کلی در فضا-زمان، ادغام فضا و زمان با یکدیگر و در نتیجه ایجاد یک محیط یکپارچه با دستگاه مختصاتی یکتا است. برای این کار به سه بُعد مکانی معمول (طول، عرض، ارتفاع) و یک بُعد زمان نیاز داریم؛ این بُعدها مؤلفه‌های مستقل لازم برای مشخص‌کردن یک نقطهٔ خاص در یک فضای تعریف شده‌اند؛ مثلاً در محیط کرهٔ زمین طول و عرض جغرافیایی دو مؤلفهٔ مستقل دستگاه مختصات‌اند که تنها به‌وسیلهٔ هر دوی آن‌ها باهم می‌توان یک نقطهٔ خاص را تعیین موقعیت کرد؛ حال در فضا-زمان، شبکه مختصاتی ۱+۳ بعد را پوشش می‌دهد و چون زمان به عنوان مؤلفهٔ جدید اضافه شده‌است، در نتیجه دستگاه مختصات نه تنها می‌تواند نقاط را در محیط مکان‌یابی کند بلکه می‌تواند رویدادها را نیز تعیین موقعیت نماید.
به این ترتیب این دستگاه مختصات می‌تواند تعیین کند که کی و کجا یک رویداد اتفاق افتاده‌است.
در فضا زمان نمی‌توانیم محور زمان را به صورت جداگانه نشان دهیم اگر بخواهیم محور زمان را در دستگاه مختصات نشان بدهیم ناگزیریم که محور زمانی و مکانی را هر دو باهم، و در یک دستگاه مختصات قرار دهیم و این به دلیل ماهیت یکپارچهٔ فضا-زمان و آزادی در انتخاب دستگاه مختصات است.
برخلاف دستگاه مختصات فضایی معمولی، محدودیت‌هایی برای چگونگی اندازه‌گیری‌های مکانی و زمانی وجود دارد؛ این محدودیت‌ها به مدل ریاضی خاص آن و تفاوت‌هایش با ریاضیات و هندسهٔ اقلیدسی برمی‌گردد.

تا آغاز قرن بیستم گذر زمان مستقل از حرکت در نظر گرفته می‌شد و فرض این بود که در تمام دستگاه‌های مختصات، زمان تنها در یک محور مشخص با سرعت ثابت پیش می‌رود؛ اما تجربیات بعدی نشان داد که زمان در سرعتهای بالا کندتر حرکت می‌کند (کاهش سرعت زمان با عنوان تأخیر زمان در نسبیت خاص توضیح داده شده‌است)؛ برای مثال یک ساعت اتمی را بر روی یک شاتل فضایی نصب کردند و دیدند که زمان برای ساعت روی شاتل کندتر از زمان در سطح زمین می‌گذرد.

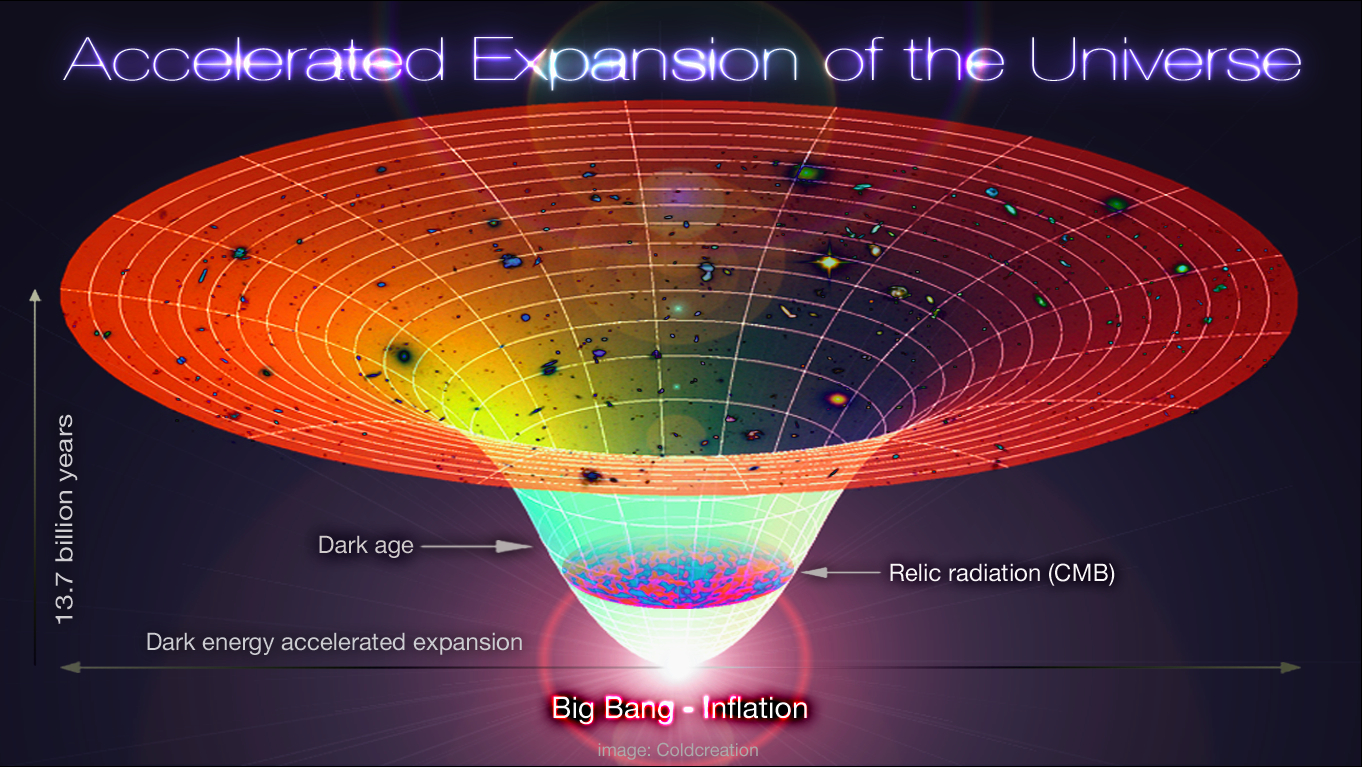
نگارهٔ شتاب گسترش فضازمان از لحظهٔ مه‌بانگ

عبارت فضا-زمان به عنوان یک مفهوم عمومی فراتر از رویدادهای فضا-زمان در ۱+۳ بُعد معمولی در نظر گرفته می‌شود، فضا-زمان واقعاً ترکیبی از مکان و زمان است اما برخی دیگر پیشنهاد کرده‌اند که بُعدهای جدیدی که بعدها اضافه می‌شود هم در مجموعهٔ تئوری فضا-زمان قرار گیرد (نظریه‌های دیگری وجود دارند که توانسته‌اند بُعدهای جدیدی را اضافه کنند که این بُعدها دیگر شامل مکان و زمان نمی‌شوند)؛ اینکه واقعاً چند بُعد برای توصیف جهان لازم است سؤالی است که هنوز پاسخ قطعی برای آن پیدا نشده‌است. تئوری‌هایی مانند تئوری ریسمان پیش‌بینی می‌کند که ۱۰ تا ۲۶ بُعد جدید را بتوان اضافه کرد یا تئوری-م داشتن ۱۱ بُعد شامل ۱۰ بُعد مکانی و ۱ بُعد زمانی را ممکن می‌داند؛ باید به این نکته توجه داشت که: داشتن بیش از چهار بعد فقط در اندازه‌های زیر اتمی تفاوت ایجاد می‌کند. 

## ریشهٔ تاریخی

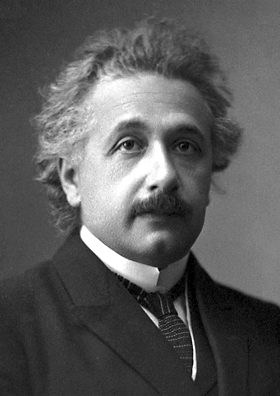
آلبرت انیشتین نظریه پرداز فضا-زمان

### مفهوم غیر ریاضی فضازمان یکپارچه
اولین بار پیش از میلاد مسیح فیلون اسکندری گفته‌است که: «زمان زاییدهٔ جهان است، خدا جهان را خلق کرد و آن منجر به ایجاد زمان شد، همزمان با خلق جهان یا بلافاصله پس از آن».
اینکاها زمان و مکان را به عنوان یک مفهوم واحد در نظر می‌گرفتند و آن را پاشا می‌نامیدند؛ بومیان ساکن در رشته کوه آند همچنان بر این باور پایدار مانده‌اند.

اندیشهٔ فضا-زمان یکپارچه توسط اِدگارآلِن پو شاعر آمریکایی در یکی از شعرهایش به نام اورکا بیان شد: «مکان و گذر زمان هر دو یکی هستند».

در سال ۱۸۹۵ هِربرت جورج وِلز در رمان ماشین زمان چنین نوشت: «هیچ تفاوتی میان زمان و سه بُعد مکانی وجود ندارد تنها برداشت ما است که با آنها پیش می‌رود».

### مفهوم ریاضی
ریاضیات بحث فضا-زمان اولین بار در سال ۱۷۵۴ از سوی ژان لروند دالامبر در دانشنامهٔ فرانسوی آنسیکلوپدی در مقالهٔ بُعدها مطرح شد. پس از آن ژوزف لویی لاگرانژ در تئوری تحلیلی توابع(۱۷۹۷ و ۱۸۱۳) بیان کرد که: «می‌توان علم مکانیک را با هندسهٔ چهار بُعدی و تحلیل‌های مکانیکی را به عنوان تعمیمی از تحلیل‌های هندسی در نظر گرفت».

پس از کشف چهارگان‌ها توسط ویلیام همیلتون وی اظهار داشت: «گفته می‌شود زمان تنها یک بُعد دارد و مکان سه بُعد… ریاضیات خاص چهارگان‌ها از همهٔ این بُعدها بهره می‌برد به زبان فنی‌تر می‌شود گفت «زمان به‌علاوهٔ مکان» یا «مکان به‌علاوهٔ زمان» از این جهت چهارگان یک مفهوم چهار بعدی است یا حداقل تلویحاً به آن اشاره می‌کند؛ و این‌گونه یک بُعد زمان و سه بُعد مکان در زنجیرهٔ نمادها به هم می‌آمیزد». چهارگان‌های مرکب هامیلتون که از نظر جبری ظرفیت مدل کردن فضا-زمان و تقارن در آن را دارد بیش از نیم قرن قبل از اینکه نسبیت به‌طور رسمی ارائه شود در دست بود.

از تلاش‌های دیگری که در زمینهٔ فضا-زمان انجام شد می‌توان از کارهای جیمز کلارک ماکسول نام برد که از معادلات دیفرانسیل جزئی برای گسترش الکترودینامیک در چهار بُعد استفاده کرد.
بعدها لورنتس در قرن ۱۹ چند نامتغیر از معادلات ماکسول را معرفی کرد؛ این دستاورد لورنتس بعدها، پایهٔ تئوری نسبیت خاص آلبرت اینشتین قرار گرفت.
پیشتر تصور می‌شد که سنجش زمان و مکان فقط به دامنهٔ اعداد حقیقی محدود می‌شود؛ همچنین پیشنهاد اینکه سنجش زمان و مکان قابل مقایسه باشد توسط کسانی توسعه یافت که فیزیک را بنیان نهادند؛ اما حال بین این تصورات اولیه مانند نبیست گالیله و قانون ماکسول تضاد ایجاد شده‌بود. برای از بین بردن این ابهام باید به مفهوم سرعت نور بازگشت.

درحالی فضا-زمان را به عنوان نتیجه‌ای از تئوری نسبیت خاص اینشتین در سال ۱۹۰۵ در نظر می‌گیرند که ریاضیات آن توسط استاد ریاضی او هرمان مینکوفسکی انجام شد؛ وی در سال ۱۹۰۸ تلاش‌های زیادی برای گسترش کارهای اینشتین انجام داد. مفهوم فضای مینکوفسکی اولین نمایش رفتار فضا و زمان به عنوان دو نمود مختلف از یک مفهوم یکپارچه بیان شد؛ چکیدهٔ نسبیت خاص. اندیشه فضای مینکوفسکی باعث شد که به هر دو نسبیت خاص و عام، بیشتر از دید هندسی نگاه شود. در سیزدهمین ویرایش دانش‌نامهٔ بریتانیکا در سال ۱۹۲۶ مقاله‌ای از اینشتین با عنوان «فضا-زمان» وجود دارد.

## مفاهیم پایه
فضا-زمان‌ها عرصه‌هایی هستند که در آن‌ها تمام رویدادهای فیزیکی اتفاق می‌افتد-یک رویداد، نقطه‌ای است در فضا-زمان که می‌توان آن را با زمان و مکانش مشخص کرد. برای مثال حرکت سیارهها به دور خورشید را می‌توان با نوع خاصی از فضا-زمان توضیح داد؛ و حرکت نور به دور یک ستارهٔ در حال دوران را با نوع دیگری از فضا-زمان. عناصر اصلی فضا-زمان، رویدادها هستند؛ در هر فضا-زمان داده شده، یک رویداد، یک مکان یکتا در یک زمان یکتا است، چون رویدادها، نقاط فضا-زمان را تشکیل می‌دهند؛ برای مثال: یک نمونه از یک رویداد، در فیزیک کلاسیک نسبیتی {\displaystyle (x,y,z,t)} یا مکان یک ذره در یک لحظهٔ خاص است. همانطورکه یک خط را به صورت مجموعه‌ای از بینهایت نقطه در یک راستا تعریف می‌کنیم فضا-زمان را نیز، می‌توان به صورت مجموعه‌ای از بینهایت رویداد تعریف کرد که در یک خمینه (چندگونا) قرار دارد. یک فضا که در ابعاد کوچک می‌توان آن را با استفاده از محورهای مختصات توصیف کرد.

یک فضا-زمان مستقل از هرگونه مشاهده‌گر است، اما در توصیف پدیده‌های فیزیکی (که در یک لحظهٔ مشخص در یک ناحیهٔ مشخص از مکان اتفاق می‌افتد) هرکدام از مشاهده‌گرها دستگاه مختصات مناسب خود را انتخاب می‌کند؛ برای توضیح هر رویداد به چهار عدد حقیقی از این دستگاه‌ها نیاز است. پس خط سیر هر ذرهٔ اولیه‌ای (نقطه) درون فضا و زمان مجموعه‌ای پیوسته از رویدادها است که آن را خط جهانی آن ذره می‌نامند؛ بنابراین به دلیل اندرکنش فضا-زمان به یک «جهان به هم بافته» می‌توان اجزای گسترش یافته یا مرکب (از تعداد زیادی ذره) را پیوندی از تعداد زیادی خط جهانی به هم پیچیده دانست (نگاهی به افسانهٔ مویرای).

در فیزیک معمول است که یک جسم چند بعدی را با حفظ یکپارچگی آن در مکان و زمان، نقطه یا صفحه در نظر بگیریم (مانند مرکز جرم)، بنابراین خط جهانی یک ذره، مسیری است که آن ذره در فضا-زمان اشغال می‌کند و ارائه کنندهٔ گذشتهٔ آن ذره است. خط جهانی مدار زمین (با این تفسیر) با دو بعد فضایی {\displaystyle x} و {\displaystyle y} (صفحه مدار زمین) و یک بُعد زمانی عمود بر دو بُعد {\displaystyle x} و {\displaystyle y} نمایش داده می‌شود. مدار زمین در مختصات فضایی بیضی‌گون است ولی در فضا-زمان خط جهانی آن به شکل مارپیچ است.

یکپارچه سازی فضا و زمان با بیان واحدهای اندازه‌گیری چهاربعدی آن قابل فهم تر می‌شود، این ابعاد با واحدهای فاصله اندازه‌گیری می‌شوند: یک رویداد را به شکل {\displaystyle (x_{0},x_{1},x_{2},x_{3})=(ct,x,y,z)} (در اندازه‌گیری لورنتز) یا {\displaystyle (x_{1},x_{2},x_{3},x_{4})=(x,y,z,ict)} (در اندازه‌گیری مینکوفسکی) نمایش می‌دهیم، درحالی که {\displaystyle c} برابر با سرعت نور است؛ در ادامه اندازه‌گیری در فضای مینکوفسکی و بازههای مکان‌مانند، نورگونه و زمان‌مانند توضیح داده خواهند شد.

### بازه‌های فضازمانی
در فضای اقلیدسی جدایی بین دو نقطه از طریق فاصلهٔ بین آن دو نقطه اندازه‌گیری می‌شود که این فاصله، تنها از جنس مکان است و همواره مثبت؛ ولی در فضا-زمان جدایی بین دو رویداد از طریق بازهٔ بین آن دو رویداد اندازه‌گیری می‌شود که این بازه نه تنها اختلاف مکانی بلکه اختلاف زمانی بین آن دو رویداد را نیز در بر می‌گیرد. بازهٔ بین دو رویداد به شکل زیر نمایش داده می‌شود:
در حالی که c برابر با سرعت نور و Δt و Δr به ترتیب اختلاف زمانی و مکانی دو رویداد در دستگاه مختصات است.
بازه‌های فضا-زمانی بر اساس اینکه اختلاف زمانی ({\displaystyle c^{2}\Delta t^{2}}) بزرگتر است یا اختلاف مکانی ({\displaystyle \Delta r^{2}}) به سه دسته تقسیم می‌شوند.
برخی از خط‌های‌جهانی (با نام ژئودزیک‌های فضا-زمان) با فاصله‌های تعریف شده در بازه‌های فضا-زمانی، کوتاه‌ترین مسیر بین هر دو رویدادی‌اند. مفهوم ژئودزیک در نسبیت عام حالت بحرانی به خود می‌گیرد زیرا که ممکن است حرکت‌های ژئودزیک به عنوان حرکت خالص یا اینرسی حرکتی در فضا-زمان، که خود فارغ از هرگونه تأثیر خارجی است در نظر گرفته شود.

#### بازهٔ زمان‌مانند
{\displaystyle {\begin{aligned}\\c^{2}\Delta t^{2}&>\Delta r^{2}\\s^{2}&<0\\\end{aligned}}}
برای دو رویداد که اختلاف فاصلهٔ زمانی دارند، باید به اندازه کافی زمان بگذرد تا بین آن‌ها رابطهٔ علت و معلولی برقرار شود. ذره‌ای که با سرعتی کمتر از سرعت نور در فضا سفر می‌کند، هر دو رویدادی که برای آن ذره یا توسط آن ذره اتفاق می‌افتد دارای اختلاف در فاصلهٔ زمانی است به بیان دیگر توسط بازه‌های زمان‌مانند از یکدیگر جدا شده‌اند. جفت رویدادهایی که دارای اختلاف زمانی هستند، بازهٔ فضا-زمانی آن‌ها یک مربع کامل منفی ({\displaystyle s^{2}<0}) می‌شود و می‌توان گفت آن‌ها در گذشته یا آیندهٔ یکدیگر اتفاق افتاده‌اند. در این حالت یک چارچوب مرجع وجود دارد که نشان دهد که دو رویداد در یک موقعیت مکانی اتفاق افتاده‌اند اما چارچوب مرجعی وجود ندارد که بتواند نشان دهد که آن دو در یک لحظه اتفاق افتاده‌اند.
اندازه‌گیری بازه‌های زمان‌مانند در فضا-زمان بر اساس زمانِ ویژه انجام می‌شود.
زمان ویژه زمانی است که توسط ساعتی که نسبت به مشاهده‌گر ساکن است اندازه‌گیری می‌شود؛ وقتی مسیر مشاهده‌گر با یک رویداد تقاطع پیدا می‌کند، گویی آن رویداد برای مشاهده‌گر روی می‌دهد.

#### بازهٔ نورگونه
{\displaystyle {\begin{aligned}c^{2}\Delta t^{2}&=\Delta r^{2}\\s^{2}&=0\\\end{aligned}}}
در یک بازهٔ نورمانند، فاصلهٔ مکانی بین دو رویداد دقیقاً متناسب با فاصلهٔ زمانی بین آن دو رویداد است. بازهٔ فضا-زمانی دو رویداد یک مربع کامل برابر صفر است ({\displaystyle s^{2}=0}). بازه‌های نورمانند با نام بازه‌های «تهی» نیز شناخته می‌شوند.

#### بازهٔ مکان‌مانند
وقتی که بین دو رویداد بازهٔ مکان‌مانند وجود داشته باشد، زمان کافی بین وقوع آن‌ها نمی‌گذرد، زمانی کافی برای اینکه یک رابطهٔ علت-معلولی با سرعتی برابر با سرعت نور یا کمتر از آن فاصلهٔ بین آن‌ها را قطع کند. این رویدادها این‌گونه در نظر گرفته نمی‌شوند که در گذشته یا آیندهٔ یکدیگر اتفاق افتاده باشند؛ در این حالت چارچوب مرجعی وجود دارد بگونه‌ای که در آن مشاهده‌گر وقوع آن دو رویداد را هم‌زمان می‌بیند اما چارچوب مرجعی وجود ندارد که وقوع آن‌ها را در یک مکان نشان دهد.

برای این جفت رویدادهای مکان‌مانند، مربع کامل بازهٔ فضا-زمانی بزرگتر از صفر است ({\displaystyle s^{2}>0}) و فاصلهٔ مکان‌مانند آن‌ها با فاصلهٔ ویژه اندازه‌گیری می‌شود:
مانند زمانِ ویژه در بازه‌های زمان‌مانند، فاصلهٔ ویژه ({\displaystyle \Delta \sigma }) در بازه‌های مکان‌مانند در مجموعهٔ اعداد حقیقی قرار دارند.

## ریاضیات فضازمان
به دلایل فیزیکی، یک فضا-زمان پیوسته از نظر ریاضی به شکل یک خمینهٔ هموار، هم‌بند، لورنتزی و چهاربعدی تعریف شده‌است {\displaystyle (M,g)}. به این معنی که تابع فاصله برای فضای لورنتزی {\displaystyle g} دارای نمایهٔ {\displaystyle (3,1)} است. تابع فاصله، هندسهٔ محیط و کوتاه‌ترین فاصله پیمودنی توسط ذره آزاد و شعاع نور را نشان می‌دهد. در همسایگی هر نقطه (رویداد) بر روی خمینه، از دستگاه‌های مختصات محلی برای نمایش مشاهده‌گر در یک چارچوب مرجع استفاده می‌شود. معمولاً مختصات دکارتی {\displaystyle (x,y,z,t)} استفاده می‌شوند به‌علاوه برای سهولت سرعت نور {\displaystyle c} برابر با واحد در نظر گرفته می‌شود.

هر چارچوب مرجعی (مشاهده‌گر) می‌تواند با یکی از این مختصات {\displaystyle (x,y,z,t)} مشخص شود و هرکدام از این مشاهده‌گرها قادر است یک رویداد {\displaystyle p} را مشاهده کند. اگر چارچوب مرجع دیگری با مختصاتی متفاوت در همسایگی {\displaystyle p} وجود داشته باشد که بتواند رویداد {\displaystyle p} را مشاهده کند (در هر چارچوب مرجع یک مشاهده‌گر داریم) این امکان وجود دارد که برداشتی متفاوت از رویداد {\displaystyle p} داشته باشد به عبارت دیگر هر دو مشاهده‌گر رویداد {\displaystyle p} را مشاهده می‌کنند اما چیز متفاوتی می‌بینند.

## فضازمان در نسبیت خاص
هندسه فضا-زمان در نسبیت خاص توسط تابع اندازه‌گیری مینکوفسکی در چهاربُعد R⁴ به‌دست می‌آید. این فضا-زمان، فضای مینکوفسکی نام دارد. تابع اندازه‌گیری مینکوفسکی که معمولاً با {\displaystyle \eta } نمایش داده می‌شود به صورت یک ماتریس چهار در چهار به شکل زیر است:
{\displaystyle \eta _{ab}\,=\operatorname {diag} (1,-1,-1,-1)}
در این روش از قرارداد مکان‌مانند لاندو-لیفشیتز استفاده می‌شود. یک فرض پایه‌ای در فضا-زمان این است که بازه‌های فضا-زمانی نسبت به تبدیلات مختصات باید نامتغیر باشند. بازه‌ها نسبت به تبدیلات لورنتس نامتغیرند. این خاصیت نامتغیر منجر به استفاده از چهار بردار (و تنسورهای دیگر) در توصیف‌های فیزیکی می‌شود.
به بیان دقیق تر، می‌توان رویدادها در فیزیک نیوتنی را حالت خاصی از فضا-زمان در نظر گرفت. این نسبیت نیوتنی-گالیله‌ای است و چهارچوب‌های مرجع در آن توسط ترادیسی‌های گالیله به هم مرتبط می‌شوند که در آن فاصله‌های زمانی و مکانی به‌طور مستقل از هم قابل تفکیک اند، اما در حالت کلی فضا-زمان (که ترادیسی‌های لورنتس برقرار می‌باشد) چنین تفکیکی برقرار نیست.

## فضازمان در نسبیت عام
در نسبیت عام فرض می‌شود که فضا-زمان با حضور ماده (انرژی) خمیده می‌شود. این خمیدگی توسط تنسور ریمان بیان می‌شود. در نسبیت خاص تنسور ریمان متحد با صفر است و این اتحاد با صفر تعبیر می‌شود به این که فضا-زمان مینکوفسکی مسطح (تخت) است.
مفاهیم بازه‌های زمان‌مانند، نورمانند و مکان‌مانند که قبلاً بحث شد در نسبیت خاص به‌طور مشابه می‌تواند در دسته‌بندی خم‌های تک‌بُعدی در فضا-زمان خمیده استفاده شوند.
یک خم زمان‌مانند، آنی است که بر روی آن فاصلهٔ میان هر دو رویدادِ بینهایت به هم نزدیک بر روی خم، خود زمان‌مانند باشد. مشابه همین تعریف برای دو حالت مکان‌مانند و نورمانند قابل تعمیم است.
به بیان فنی‌تر سه نوع خم یاد شده معمولاً بر حسب اینکه بردار مماس بر خم در هر نقطه از خم، نورمانند یا مکان‌مانند یا زمان‌مانند باشد تعریف می‌شود.
خط جهانی هر شیء کندتر از نور همواره یک خم زمان‌مانند است.

## واژه‌نامه
1. ↑  Philo
2. ↑  Edgar Allan Poe

## یادداشت
1. ↑  Eureka
2. ↑  Classical Hamiltonian quaternions (انگلیسی) چهارگان‌ها طبق تعریف اولیهٔ هامیلتون
3. ↑  Einstein, Albert, 1926, "Space-Time," Encyclopedia Britannica, 13th ed.
4. ↑  Landau–Lifshitz|space-like convention